# Sam Peckinpah
David Samuel Peckinpah (AFI: [ˈpɛkɪnˌpɑː]), detto Sam (Fresno, 21 febbraio 1925 – Inglewood, 28 dicembre 1984), è stato un regista e sceneggiatore statunitense.
È considerato il principale rinnovatore del western statunitense. Molti critici cinematografici hanno acclamato il lirismo dei suoi film, la profondità psicologica dei suoi personaggi e il suo rivoluzionario stile registico spesso intriso di violenza realistica e sporca.

## Biografia

### Le origini e gli inizi
Figlio del giudice David Edward Peckinpah e di Fern Louise Church, ambedue discendenti di immigrati dalle Isole Frisone, si iscrisse alla Fresno State University dopo la seconda guerra mondiale per studiare arte drammatica, diplomandosi nel 1950 In seguito iniziò a lavorare per la televisione, scrivendo e dirigendo molte serie western. Entrò nel mondo del cinema come aiuto-regista di Don Siegel, per il quale scrisse anche la sceneggiatura del classico di fantascienza L'invasione degli ultracorpi (1956), film in cui si riserva il cameo del finto gasista che depone i baccelli nella cantina del dottor Bennell.

### Le prime regie
Nel 1961 diresse il suo primo film, La morte cavalca a Rio Bravo, ovviamente un western, manipolato però dai produttori.
L'anno dopo, con Sfida nell'Alta Sierra (1962), Peckinpah iniziò a portare una ventata d'aria fresca nel ristagnante panorama del western statunitense. Anche se la storia narra di due vecchi cowboy, Peckinpah mostrò infatti uno stile nuovo, molto crepuscolare, e aggiunse una violenza più realistica, mostrando infatti le ferite sui corpi dei suoi personaggi con molto realismo.
Nel 1965 diresse Sierra Charriba, ambientato durante la guerra civile americana. Letteralmente massacrato dai produttori, che lo tagliarono di oltre mezz'ora, questo film segnò l'inizio di una serie di battaglie che il regista sostenne contro i produttori, che lo perseguiteranno fino al giorno della sua morte.

### I grandi successi
Dopo il flop di Sierra Charriba, Peckinpah finì sulla lista nera dei produttori, e gli venne negata la regia di Cincinnati Kid, poi diretto da Norman Jewison. Il regista allora si dedicò alle sceneggiature e tornò a lavorare per la televisione, dirigendo Noon Wine, che riscosse un gran successo di pubblico e critica. Forte di questo successo, tornò al cinema nel 1969, dirigendo Il mucchio selvaggio, film considerato uno dei western migliori della storia del cinema, caratterizzato da una violenza mai vista negli Stati Uniti (in Italia ci aveva già pensato Sergio Leone).
Dopo questo film, per il quale venne candidato all'Oscar come miglior sceneggiatore, Peckinpah iniziò a essere considerato il regista della violenza (venne soprannominato dalla stampa statunitense Bloody Sam), ma il suo successivo film fu un western comico, La ballata di Cable Hogue, oggi considerato una delle sue migliori opere, che però all'epoca non ottenne molto successo. Nel 1971 il regista tornò all'ultraviolenza dirigendo Cane di paglia, suo primo film non western, storia di un matematico, interpretato da Dustin Hoffman, trasferitosi in uno sperduto villaggio inglese che per difendere la propria casa fa una carneficina. Il film fu pesantemente attaccato e accusato di fascismo e misoginia come, tra l'altro, quasi tutta l'opera del regista.
L'anno seguente Peckinpah diresse L'ultimo buscadero (1972), un delicato dramma interpretato da Steve McQueen, che narra di un campione di rodeo. Il film, seppur oggi considerato un'opera interessante, allora non ebbe alcun successo e il regista tornò ai film d'azione dirigendo Getaway! (1972), interpretato ancora una volta da McQueen. Nel 1973 girò il suo ultimo western, il crepuscolare Pat Garrett e Billy Kid, tagliato dalla produzione e riproposto solo nel 1988 nella sua versione Director's Cut. Successivamente diresse Voglio la testa di Garcia (1974), delirante e violento film che anticipò la moda del genere pulp.

### Gli ultimi film
Sempre più schiavo dell'alcool e delle droghe, Peckinpah diresse in seguito pochi film prima della sua morte. Killer Elite (1975) è un film d'azione contaminato con il kung-fu, La croce di ferro (1977) è un film di guerra narrato dal punto di vista di un caporale pluridecorato della Wehrmacht, mentre Convoy - Trincea d'asfalto (1978) è un film d'azione ambientato nel mondo dei camionisti. Il suo ultimo film Osterman Weekend (1983), che narra di un complotto della CIA, fu tagliato di oltre venti minuti e solo pochi anni fa è tornata alla luce l'edizione voluta dal regista.
Sam Peckinpah morì a 59 anni, il 28 dicembre 1984, colpito da un ictus.

## Temi e stile
La tematica principale dei film di Sam Peckinpah è quella della violenza, affrontata come mai prima di allora nel cinema statunitense. Peckinpah ha spianato la strada a tutto il cinema statunitense degli anni settanta, quello della Nuova Hollywood, e ha ispirato registi come Martin Scorsese, Walter Hill, Kathryn Bigelow, Quentin Tarantino e John Woo.
Una dichiarazione del regista chiarisce: "Quando la gente impreca contro il mio modo di trattare la violenza, in pratica dice: «Non mostratemela, non voglio sapere, e prendetemi un'altra birra dal frigorifero...». Credo che sia sbagliato, e pericoloso, rifiutare di riconoscere la natura animale dell'uomo".
Il regista ha ambientato molti dei suoi film in Messico, nazione che amava molto. Peckinpah è famoso per i ralenti che metteva in ogni suo film, per prolungare le immagini di violenza e destabilizzare così lo spettatore. Altro tratto stilistico è il montaggio frenetico, che frammenta le immagini. Il mucchio selvaggio contiene ben 3643 inquadrature.

## Filmografia

### Cinema

#### Regista
- La morte cavalca a Rio Bravo (The Deadly Companions) (1961)
- Sfida nell'Alta Sierra (Ride the High Country) (1962)
- Sierra Charriba (Major Dundee) (1965)
- Il mucchio selvaggio (The Wild Bunch) (1969)
- La ballata di Cable Hogue (The Ballad of Cable Hogue) (1970)
- Cane di paglia (Straw Dogs) (1971)
- L'ultimo buscadero (Junior Bonner) (1972)
- Getaway! (The Getaway) (1972)
- Pat Garrett e Billy Kid (Pat Garrett and Billy the Kid) (1973)
- Voglio la testa di Garcia (Bring Me the Head of Alfredo Garcia) (1974)
- Killer Elite (The Killer Elite) (1975)
- La croce di ferro (Cross of Iron) (1977)
- Convoy - Trincea d'asfalto (Convoy) (1978)
- Osterman Weekend (The Osterman Weekend) (1983)

#### Sceneggiatore
- L'invasione degli ultracorpi (Invasion of the Body Snatchers), regia di Don Siegel (1956) – Non accreditato
- I due volti della vendetta (One-Eyed Jacks), regia di Marlon Brando (1961) – Non accreditato
- Sfida nell'Alta Sierra (Ride the High Country) (1961) – Non accreditato
- Sierra Charriba (Major Dundee) (1965)
- Doringo! (The Glory Guys), regia di Arnold Laven (1965)
- Viva! Viva Villa! (Villa Rides), regia di Buzz Kulik (1968)
- Il mucchio selvaggio (The Wild Bunch) (1969)
- Cane di paglia (Straw Dogs) (1971)
- Voglio la testa di Garcia (Bring Me the Head of Alfredo Garcia) (1974)

#### Produttore
- La ballata di Cable Hogue (The Ballad of Cable Hogue) (1970)

#### Attore
- Dial Red O, regia di Daniel B. Ullman (1955) - Non accreditato
- I cadetti della 3ª brigata (An Annapolis Story), regia di Don Siegel (1955) - Non accreditato
- Wichita, regia di Jacques Tourneur (1955) - Non accreditato
- L'invasione degli ultracorpi (Invasion of the Body Snatchers), regia di Don Siegel (1956)
- L'ultimo buscadero (Junior Bonner) (1972) - Non accreditato
- Pat Garrett e Billy Kid (Pat Garrett & Billy the Kid) (1973) - Non accreditato
- Convoy - Trincea d'asfalto (Convoy) (1978) - Non accreditato
- Amore, piombo e furore, regia di Monte Hellman (1978)
- Stridulum, regia di Giulio Paradisi (1979)
- Osterman Weekend (The Osterman Weekend) (1983) - Non accreditato

### Televisione

#### Regista
- Broken Arrow – serie TV, 1 episodio (1958)
- The Rifleman – serie TV, 4 episodi (1958-1959)
- I racconti del West (Dick Powell's Zane Grey Theater) – serie TV, 3 episodi (1959-1960)
- La valle dell'oro (Klondike) – serie TV, 1 episodio (1960)
- The Westerner – serie TV, 5 episodi (1960)
- Route 66 – serie TV, 1 episodio (1961)
- The Dick Powell Show – serie TV, 2 episodi (1962-1963)
- ABC Stage 67 – serie TV, 1 episodio (1966)
- Polvere di stelle (Bob Hope Presents the Chrysler Theatre) – serie TV, 1 episodio (1967)

#### Sceneggiatore
- Gunsmoke – serie TV, 11 episodi (1955-1958)
- Mr. Adams and Eve – serie TV, numero sconosciuto di episodi (1957)
- The 20th Century-Fox Hour – serie TV, 1 episodio (1957)
- Tales of Wells Fargo – 1 episodio (1957)
- Trackdown – serie TV, 1 episodio (1957)
- Broken Arrow – serie TV, 3 episodi (1957-1958)
- Have Gun - Will Travel – serie TV, 1 episodio (1958)
- Tombstone Territory – serie TV, 1 episodio (1958)
- Man Without a Gun – serie TV, 1 episodio (1958)
- The Rifleman – serie TV, 6 episodi (1958-1959)
- I racconti del West (Dick Powell's Zane Grey Theater) – serie TV, 4 episodi (1958-1960)
- Pony Express – serie TV, 1 episodio (1960)
- La valle dell'oro (Klondike) – 2 episodi (1960)
- The Westerner – serie TV, 13 episodi (1960)
- The Dick Powell Show – serie TV, 2 episodi (1962-1963)
- ABC Stage 67 – serie TV, 1 episodio (1966)

#### Produttore
- The Westerner – 13 episodi (1960)
- The Dick Powell Show – 2 episodi (1962-1963)

## Doppiatori italiani
- Aleardo Ward in L'invasione degli ultracorpi

## Documentari sul suo lavoro
- Sam Peckinpah: portrait, regia di Umberto Berlenghini e Michelangelo Dalto. Con interviste a James Coburn, Ali MacGraw, Senta Berger, David Warner, R.G. Armstrong, Alain Corneau, Olivier Assayas, Susan George, Katy Haber (2006)

## Riconoscimenti
- Premio Oscar
  - 1970 – Candidatura per la migliore sceneggiatura originale per Il mucchio selvaggio[6]
- Directors Guild of America Award
  - 1967 – Candidatura per la miglior regia televisiva per Noon Wine (episodio di ABC Stage 67)
  - 1970 – Candidatura per la miglior regia cinematografica per Il mucchio selvaggio
- Writers Guild of America Award
  - 1957 – Candidatura per il miglior episodio drammatico per The Guitar (episodio di Gunsmoke)[7]
  - 1958 – Candidatura per il miglior episodio western per End of a Gun (episodio di The 20th Century-Fox Hour)
  - 1968 – Candidatura per il miglior episodio di una serie antologica drammatica per Noon Wine
- Laurel Awards
  - 1957 – Candidatura al Golden Laurel al miglior regista
- Kansas City Film Critics Circle Awards
  - 1972 – Miglior regista per Cane di paglia
- Festival internazionale del cinema di San Sebastián
  - 1972 – Candidatura alla Concha de Oro per il miglior film per L'ultimo buscadero
- Festival del film poliziesco di Cognac
  - 1984 – Premio speciale della giuria per Osterman Weekend
- Golden Boot Awards
  - 1984 – Golden Boot